# Le Poët-Sigillat
 Le Poët-Sigillat  es una población y comuna francesa, en la región de Ródano-Alpes, departamento de Drôme, en el distrito de Nyons y cantón de Rémuzat.

## Demografía
| 65 | 47 | 43 | 47 | 77 | 97 |
| Para los censos de 1962 a 1999 la población legal corresponde a la población sin duplicidades (Fuente: INSEE [Consultar]) |    |    |    |    |    |